# Shit & Chanel
Shit & Chanel var en aarhusiansk rock-pop-gruppe, der eksisterede i perioden 1973–1982, og som var anderledes end de fleste andre grupper på det tidspunkt ved, at den bestod udelukkende af kvinder: Anne Linnet, Astrid Elbek, Lis Sørensen, Lone Poulsen og Ulla Tvede Eriksen. 
Nogle kilder påstår, at Shit & Chanel var det første pige- eller kvindeband fra Danmark, men det første var egentlig Les Filles, som blev dannet i 1964. Man kan derved konstatere, at Shit & Chanel var det første pige- eller kvindeband fra Danmark der opnåede bred popularitet, idet tidligere eksempler ikke blev så berømte. Gruppen udgav fire studiealbummer, og som kvindeband blev de ofte koblet til kvindefrigørelsesbevægelsen i 1970'erne, selv om de ikke opfattede sig som rødstrømper.
Efter en afgørelse i Sø- og Handelsretten i 1981 skiftede gruppen navn til Shit & Chalou.

## Karriere

### Gruppens dannelse
Alle kvinderne var tidligt i gang med at spille musik, og Anne Linnet var allerede som 16-årig i 1969 begyndt at optræde en smule med sin egen musik. Dette blev forstærket, da hun blev kæreste og senere gift med Holger Laumann, en lidt ældre mand med fingeren på pulsen i det aarhusianske musikmiljø, og Linnet kom med i hans jazz/rock-band Tears som sanger. Hun var med på et par plader, som gruppen indspillede i de følgende år.
Samtidig undrede Linnet sig over, at musikmiljøet var så domineret af mænd, og hun gav sig målrettet til at finde andre kvinder, der spillede og hun forestillede sig, at denne ligestilling ville være god for kreativitet i musikbranchen. Holger Laumann havde forbindelse til Aarhus Friskole, hvor musikpædagogen Leif Falk arbejdede meget med musik og blandt andet havde etableret et børneorkester kaldet Koen. Heri spillede Ulla Tvede Eriksen og Astrid Elbek, og Anne Linnet tog kontakt til dem. De to ville godt være med til at spille sammen med andre piger. Desuden var hendes storebror kæreste med Lone Poulsen, og Anne Linnet fik også hende med på ideen. Som sidste brik i puslespillet kom Lis Sørensen til; hun var også en, som Laumann havde fået øje på i byens skolemiljø. Dette skete i 1973.
Da nu de fem kvinder havde fundet sammen, skulle de finde et sted at øve, og det blev hos Linnet og Laumann i Åbyhøj. Desuden skulle de forsøge at fordele instrumenter mellem sig, og det viste sig, at de alle sammen var habile på klaver og nogle også på guitar. Det var værre med rytmesektionen med el-bas og trommer, og de eksperimenterede en del med fordelingen i begyndelsen. Til sidst gav Lone Poulsen (som ellers var en rigtig god guitarist) sig og tog bassen, mens Ulla Tvede Eriksen, der havde spillet noget percussion, tog trommerne. Astrid Elbek holdt sig til klaveret, mens Anne Linnet og Lis Sørensen spillede guitar og sang melodistemmerne.
Gruppen fik så navnet Shit & Chanel, baseret på en artikel i tidsskriftet ROK der brugte udtrykket. Artiklen var skrevet af Bjørn Veierskov fra Tears, og Holger Laumann forelskede sig i den fikse kontrast mellem "lort og lagkage" i udtrykket. Linnet, som med sine 20 år var et par år ældre end de øvrige, påtog sig en slags lederskab, idet hun havde nogle ideer med, hvad hun gerne ville med gruppen, til dels også påvirket af Laumann, der med sin entusiasme havde svært ved at lade kvinderne arbejde med projeket på egen hånd. Dette ændrede sig, da gruppen i stedet for at øve hos Laumann og Linnet skiftede til Eriksens forældres kolonihave, hvor også Koen tidligere havde øvet.

### Offentlig debut
Shit & Chanels offentlige debut-koncert var i første omgang i Stakladen d. 22. september 1972, men med Linnet og Sørensen som sangerinder og Tears-medlemmer som resten af bandet. Denne foreløbige besætning spillede ganske få koncerter. Det var først i 1973, at den velkendte og holdbare besætning fandt sammen. Gennem musikken fik de fem kvinder opbygget en selvtillid, som også skulle vise sig at være nødvendig for at slå igennem i den mandsdominerede verden, som udgjorde musikmiljøet på den tid. Gruppen debuterede ved en koncert på spillestedet Trinbrædtet (det senere Vestergade 58) i Aarhus 19. april 1974, og de var forberedte på en forbeholden modtagelse. For at komme kritikken i forkøbet indledte de koncerten med at spille bevidst forfærdeligt, hvilket medførte, at de i hvert fald fik publikums opmærksomhed. Gruppen selv mente, at publikum blev konfronteret med deres egne fordomme om, at en gruppe kvinder i hvert fald ikke kunne spille nær så godt som en gruppe mænd.
Efter dette skiftede gruppen så til at spille et af de numre, som de selv havde skrevet, Sørensens "Dejlig dreng", som faktisk lød godt, og denne kontrast gav publikum yderligere at tænke på, hvorpå resten af koncerten gik godt. Efterfølgende gik historien i musikmiljøet, og den lokale presse bemærkede også gruppen. Jørn Rossing noterede sig i Aarhus Stiftstidende, at gruppens tekster var noget banale (hvilket de selv efterfølgende godt kunne se), men at gruppen havde en oprigtighed i sig, som var vigtig. Efterfølgende udnævnte han ved slutningen af 1974 gruppen til årets musikalske fund i Aarhus.

### Kvindeband og kvindebevægelsen
Et af Shit & Chanels varemærker var teksterne, som især Anne Linnet stod for. Hun havde skrevet tekster, siden hun var barn, og hun havde oplevet, at når hun spillede med mænd, var de ikke så interesserede i teksterne – det handlede mere om musikken. I Shit & Chanel var der mere lydhørhed om teksterne, og i hendes (samt de øvrige medlemmers mere sporadiske) tekster kunne man udtrykke hverdagens poesi og kvindernes liv. Dette var netop et af hendes mål med at spille i et kvindeband.
Denne tilgangsvinkel medførte, at kvindebevægelsen hurtigt blev interesseret i Shit & Chanel, og deres sang "Smuk og dejlig" blev snart en slags slagsang for denne bevægelse. Shit & Chanel var dog ikke ubetinget begejstret for at blive spændt for sådan en vogn idet de ikke var aktive i kvindebevægelsen, hvilket blev tydeligt, da de på kvindernes internationale kampdag 8. marts 1975 var engageret til at spille i Fælledparken i København for omkring 40.000 tilskuere. Her havde gruppen mandlige kolleger fra bandet Nana Banana til, at hjælpe med at stille an til koncerten og spille med på scenen i slutningen, men det brød de mere militante dele af kvindebevægelsen sig ikke om, idet det skulle være et arrangement udelukkende med og for kvinder. Der var så en opfølgende koncert til arrangementet i Nørrebrohallen, hvor Nana Banana-medlemmerne blev mødt af protest og ikke kunne sætte udstyret op. Modstræbende fik de dog lov, da Anne Linnet selv fortalte dem, at det var for langt ude støttet af resten af Shit & Chanel. Til sidst, som de havde for vane, blev de mandlige musikere inviteret til at spille med, men der kom højlydt protest fra publikum. Gruppen forlod derpå arrangementet umiddelbart efter denne koncert. De var tilhængere af ligestilling, men her oplevede de noget, der forsøgte at trække for langt over mod kvindemagt.
Som et efterspil indrykkede Shit & Chanel en annonce i musiktidsskriftet MM, hvor de bekendtgjorde, at til deres koncerter var alle - kvinder, mænd, hunde, katte osv. - alle velkomne. 

### Succes
I de kommende år opnåede Shit & Chanel efterhånden en god position i det danske musikmiljø, og derfor var det naturligt, at de indspillede deres første album i 1975. Det udkom i foråret 1976 og bar blot gruppens navn. Det fik stor opmærksomhed, og mange positive anmeldelser. Der blev sammenlignet med både jazzrock og Carole King, lige som Lis Sørensens stemme fik en del opmærksomhed.
Gruppen havde rigtig mange job i slutningen af 1970'erne, og der udkom et nyt album hvert af de følgende tre år, hvilket blot øgede populariteten.

### Shit & Chanels opløsning
Parfumefirmaet Chanel brød sig ikke om, at Shit & Chanel brugte deres navn og trak den i Sø- og Handelsretten, der i august 1981 gav firmaet medhold, hvilket førte til, at gruppen skiftede navn til Shit & Chalou. Det fik dog ikke den store betydning, idet gruppen blev opløst det følgende år. Dog er genoptryk af deres albummer samt senere opsamlingsalbummer udgivet under det nye navn.
Efter det fjerde album, Dagen har så mange farver (1979), var gruppens medlemmer så småt begyndt at have andre interesser ved siden af Shit & Chanel, så udsendelsen blev ikke fulgt op af den ellers obligatoriske turné. Den sidste koncert sammen spillede gruppen ved åbningen af Musikhuset Aarhus 27. august 1982. Derpå begyndte medlemmerne at spille i andre sammenhænge, og gruppen var de facto opløst. 

## Eftermæle
Efter opløsningen fik Anne Linnet og Lis Sørensen hver markante individuelle karrierer, blandt andet sammen i Anne Linnet Band, hvor også Sanne Salomonsen var med, men senere fik de to også solokarrierer, hvor de hver har udgivet en række albummer. Astrid Elbek var med til at bygge en rytmisk linje op på Det Jyske Musikkonservatorium, Ulla Tvede Eriksen havde allerede spillet en del med Jomfru Ane Band og fortsatte med denne gruppe, inden hun blev zoneterapeut, og endelig fortsatte Lone Poulsen som musikunderviser.
Et af gruppens mest populære numre, "Smuk og dejlig", blev i 2004 optaget i Kulturkanonen som en del af 12 danske evergreens.

## Diskografi

### Studiealbummer
- Shit & Chanel (1976)
- Shit & Chanel No. 5 (1977)
- Tak for sidst (1978)
- Dagen har så mange farver (1979)

### Opsamlingsalbummer
Disse er udgivet under gruppenavnet Shit & Chalou.
- Shit & Chalou (1982)
- 16 Største Succes'er 1 (1992)
- 16 Største Succes'er 2
- 1974-1982 (5 cd'er, 2012)